# ماریت روسبرگ یاکوبسن
ماریت روسبرگ یاکوبسن (نروژی: Marit Røsberg Jacobsen؛ زادهٔ ۲۵ فوریهٔ ۱۹۹۴) بازیکن هندبال زن اهل نروژ است.